# Дворец Арвы

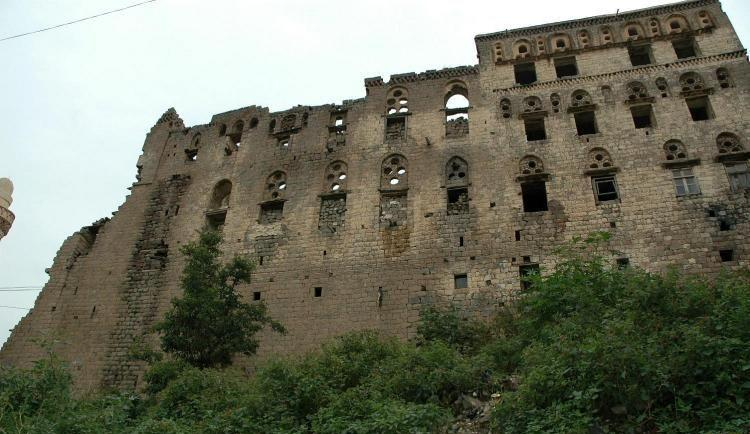
Руины дворца Арвы. 2010 год

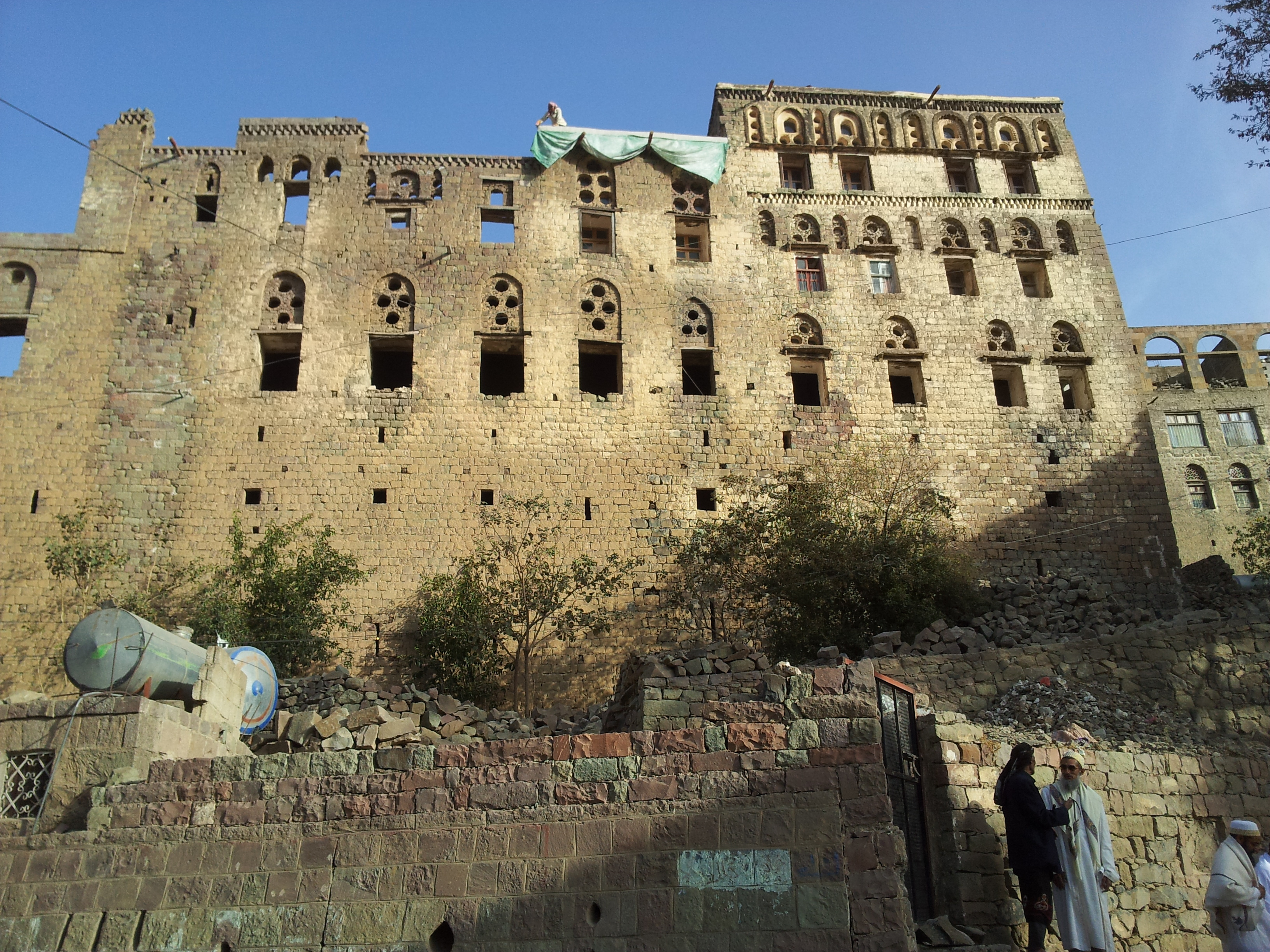
Реставрация руин дворца Арвы. 3 февраля 2013 года

Дворец Арвы — дворец построенный в 1088 году по приказу сулайхидского султана аль-Мукарама Ахмада для своей жены, малики Арвы, в городе Джибла, который сейчас находится в мухафазе Ибб в Йемене Дворец называли Qaser Al-Mu’ez — дворец аль-Мювэс.. Старый дворец в Джибле был перестроен в большую мечеть в этом же году, а мечеть впоследствии получила название мечеть Арвы. Сегодня руины дворца Арвы находятся в Старом районе города.
В четырёхэтажном дворце было 360 или 365 комнат (по количеству дней в году) и Арва спала по очереди в каждой комнате в течение года, чтобы снизить риск покушения на неё врагов. Первый и второй этажи дворца были приспособленными для производства мечей и копий.
В западной части двора была построена мечеть, в которой Арва молилась. Через сад в сторону мечети была проложена мощённая дорога, названная «дорога султана».
Вокруг дворца были построены дома приближенных Арвы, а также тюрьма.
Дворец имел тайный, длинный туннель, ведущий к замку (крепости) al-Ta’ker, который использовался в чрезвычайных ситуациях. Легенды утверждают, что от дворца был прорыт тоннель на другой берег реки к мечети, названной в честь малики Арвы. По-видимому замок (крепость) al-Ta’ker — это старый замок, который с появлением дворца Al-Mu’ez (впоследствии дворца Арвы) был перестроен в Большую мечеть получившую впоследствии название Большая мечеть Арвы.
С переносом столицы из Санаа в Джиблу и переселением в Джиблу малики Арвы дворец Al-Mu’ez стал главным зданием государства Сулайхидов до смерти Арвы в 1138 году.
Часть построек дворца сохранилась до наших дней. Рядом с ними находится музей Арвы.
Несмотря на то, что большая часть территории дворца утрачена, оставшиеся руины дворца являются примером архитектуры периода государства Сулайхидов и архитектурным наследием государства Йемена.